# Хощненский повет

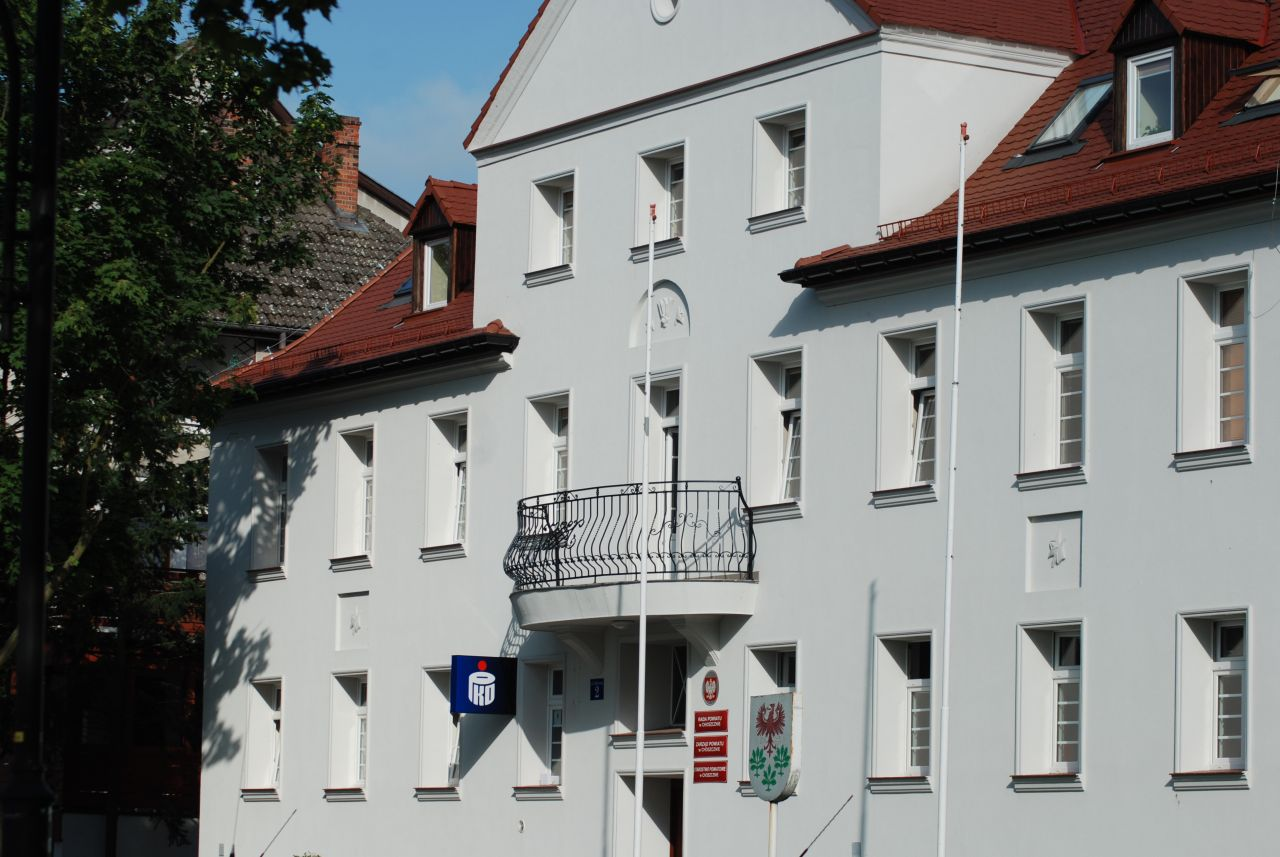
Поветовое староство Хощно (Choszczno)

Хощненский повет (пол. Powiat choszczeński) — повет (район) в Польше, входит как административная единица в Западно-Поморское воеводство. Центр повета — город Хощно. Занимает площадь 1327,93 км². Население — 48 906 человек (на 31 декабря 2017 года).

## Административное деление
- города: Хощно, Дравно, Пелчице, Реч
- городско-сельские гмины: Гмина Хощно, Гмина Дравно, Гмина Пелчице, Гмина Реч
- сельские гмины: Гмина Бежвник, Гмина Кшенцин

## Демография
Население повета дано на 31 декабря 2017 года.
| Перепись            | Всего | Мужчины | Женщины |
| ------------------- | ----- | ------- | ------- |
| Всего               | 48906 | 24383   | 24523   |
| Городское население | 23186 | 11340   | 11846   |
| Сельское население  | 25720 | 13043   | 12677   |

| Тип гмины         | Название гмины | Население | % от общего | Место в Польше | Площадь (км²) | % от общего | Место в Польше | Число солецств | Плотность населения |
| ----------------- | -------------- | --------- | ----------- | -------------- | ------------- | ----------- | -------------- | -------------- | ------------------- |
| Городско-сельская | Хощно          | 21 824    | 44,6        | 305            | 246,31        | 18,6        | 189            | 18             | 89                  |
| Городско-сельская | Дравно         | 5123      | 10,5        | 1701           | 320,91        | 24,2        | 76             | 12             | 16                  |
| Городско-сельская | Пелчице        | 7858      | 16,1        | 1132           | 200,72        | 15,1        | 341            | 19             | 39                  |
| Городско-сельская | Реч            | 5607      | 11,5        | 1573           | 180,37        | 13,6        | 444            | 15             | 31                  |
| Сельская          | Бежвник        | 4719      | 9,6         | 1804           | 239,06        | 18,0        | 207            | 15             | 20                  |
| Сельская          | Кщенцин        | 3775      | 7,7         | 2042           | 140,26        | 10,5        | 783            | 11             | 27                  |

## Фотогалерея

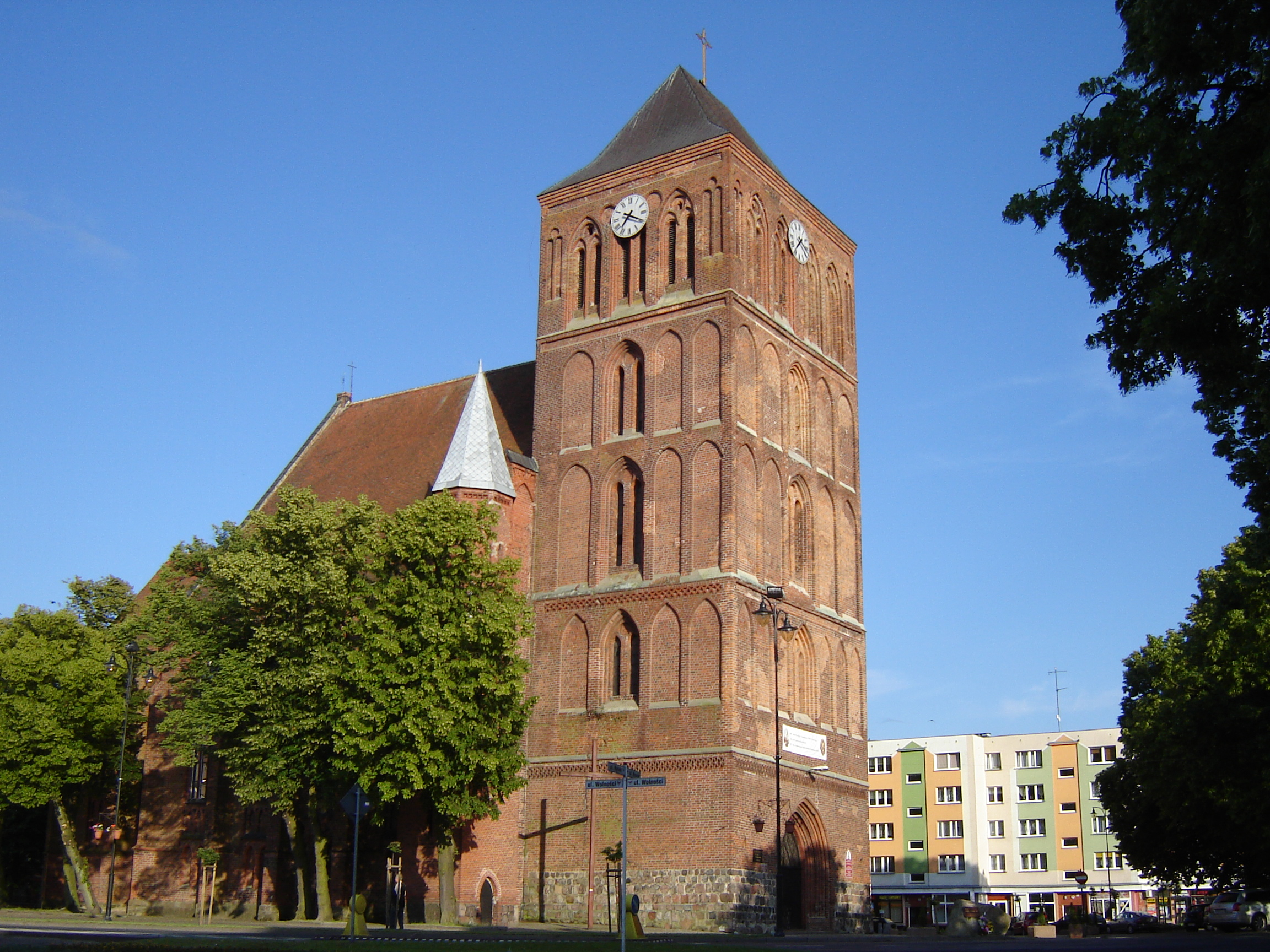
Хощно. Костёл — XIV век
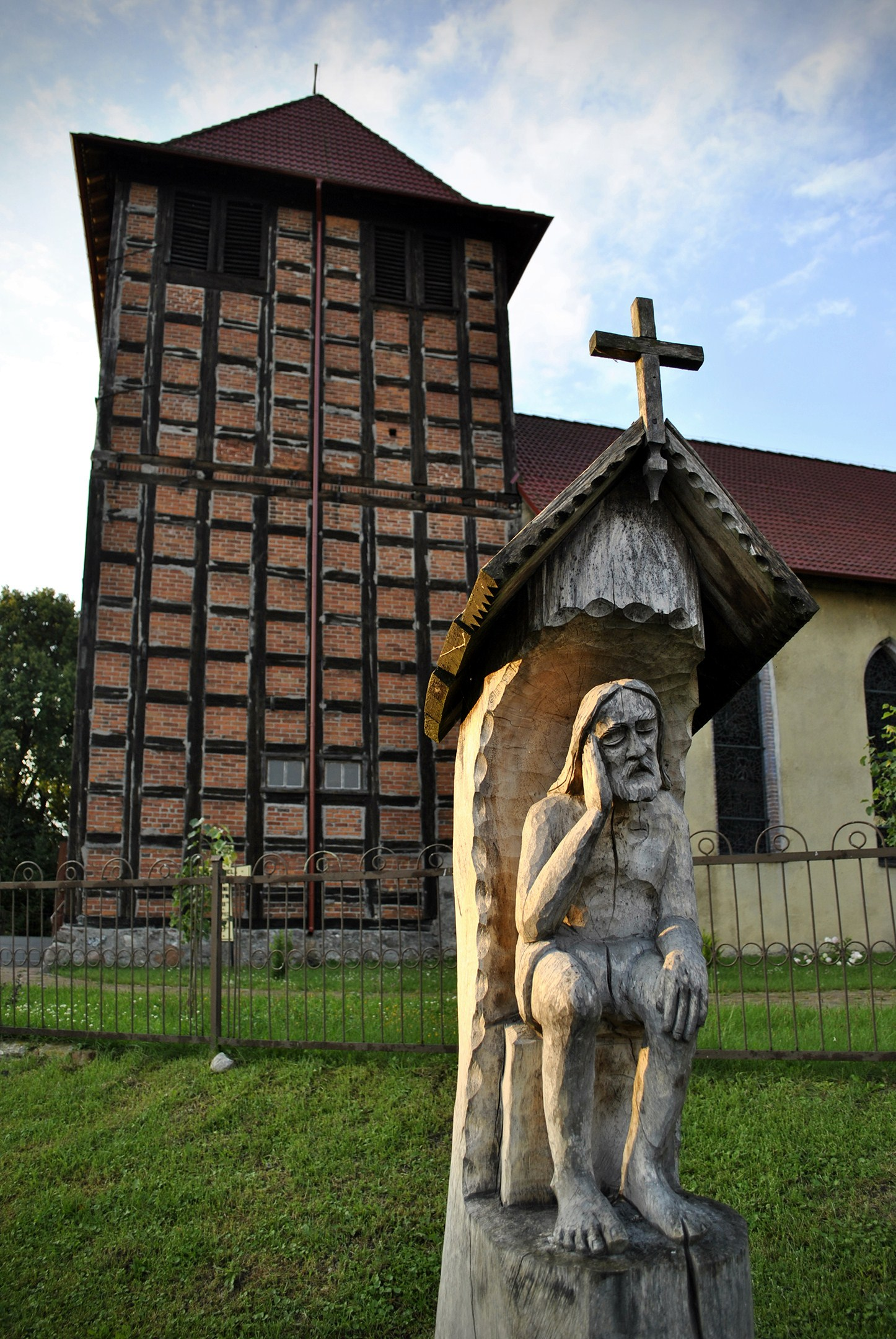
Дравно. Костёл — XIV век (башня 1800 г.)
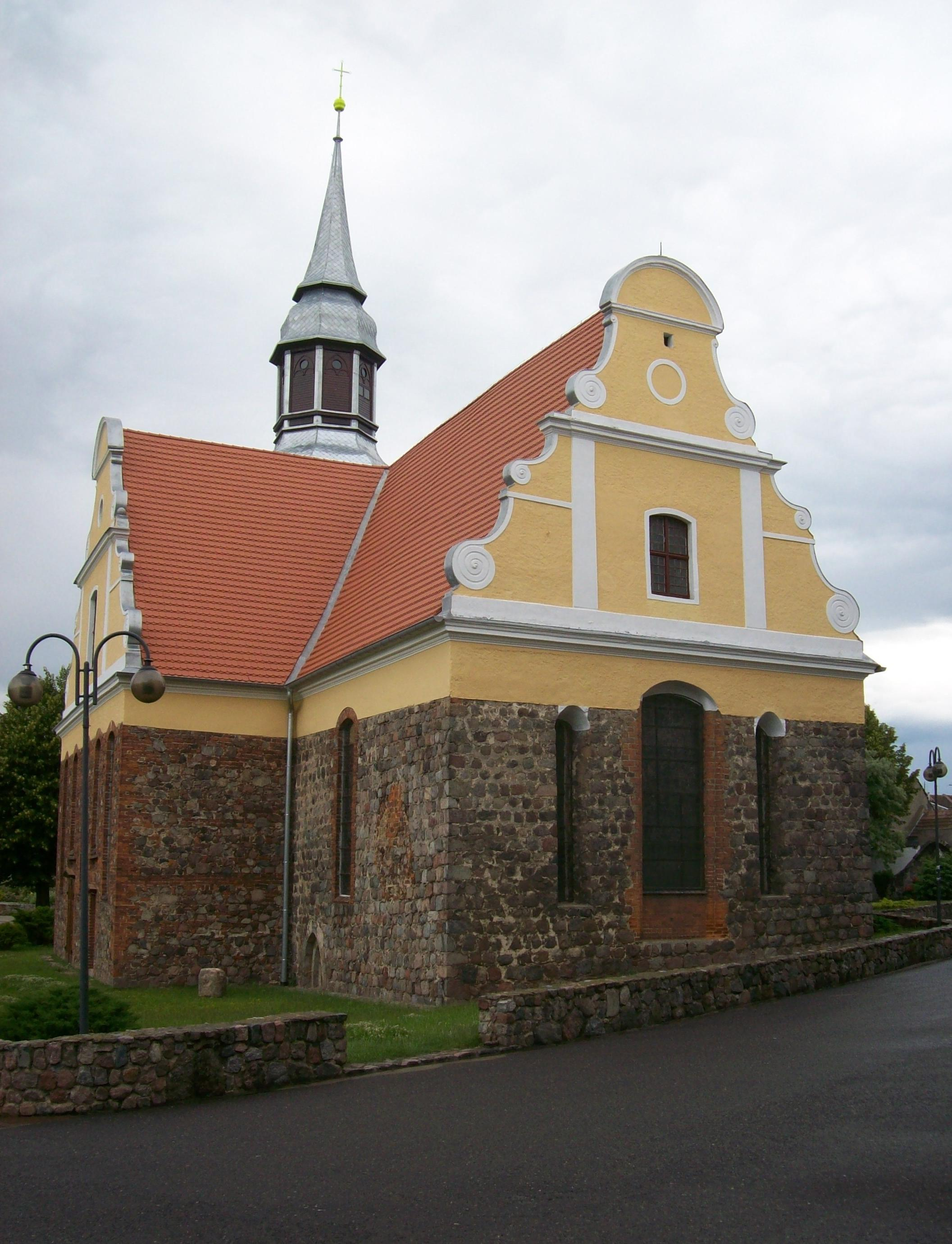
Пелчице. Костёл — XIII век
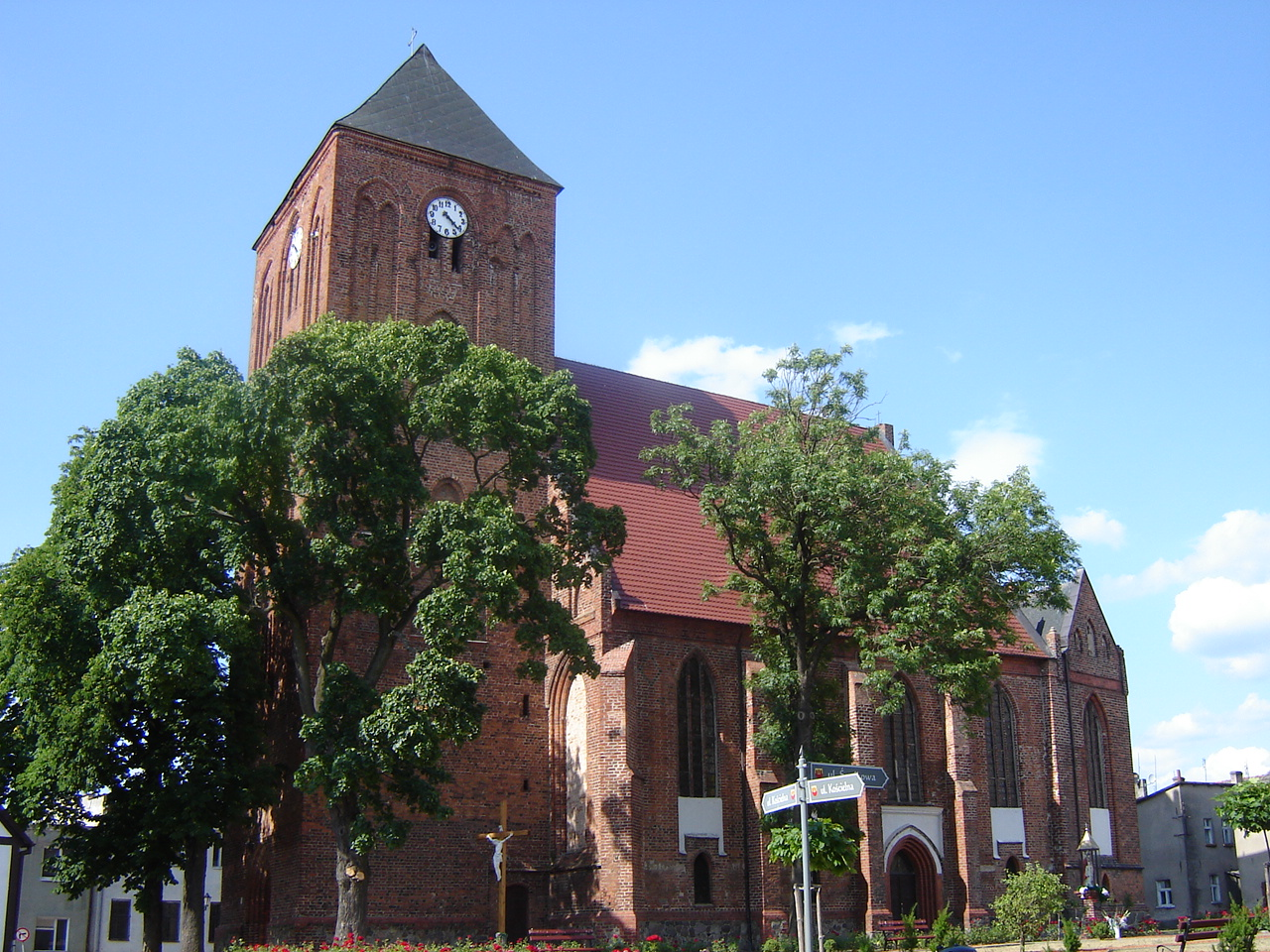
Реч. Костёл — XIV век
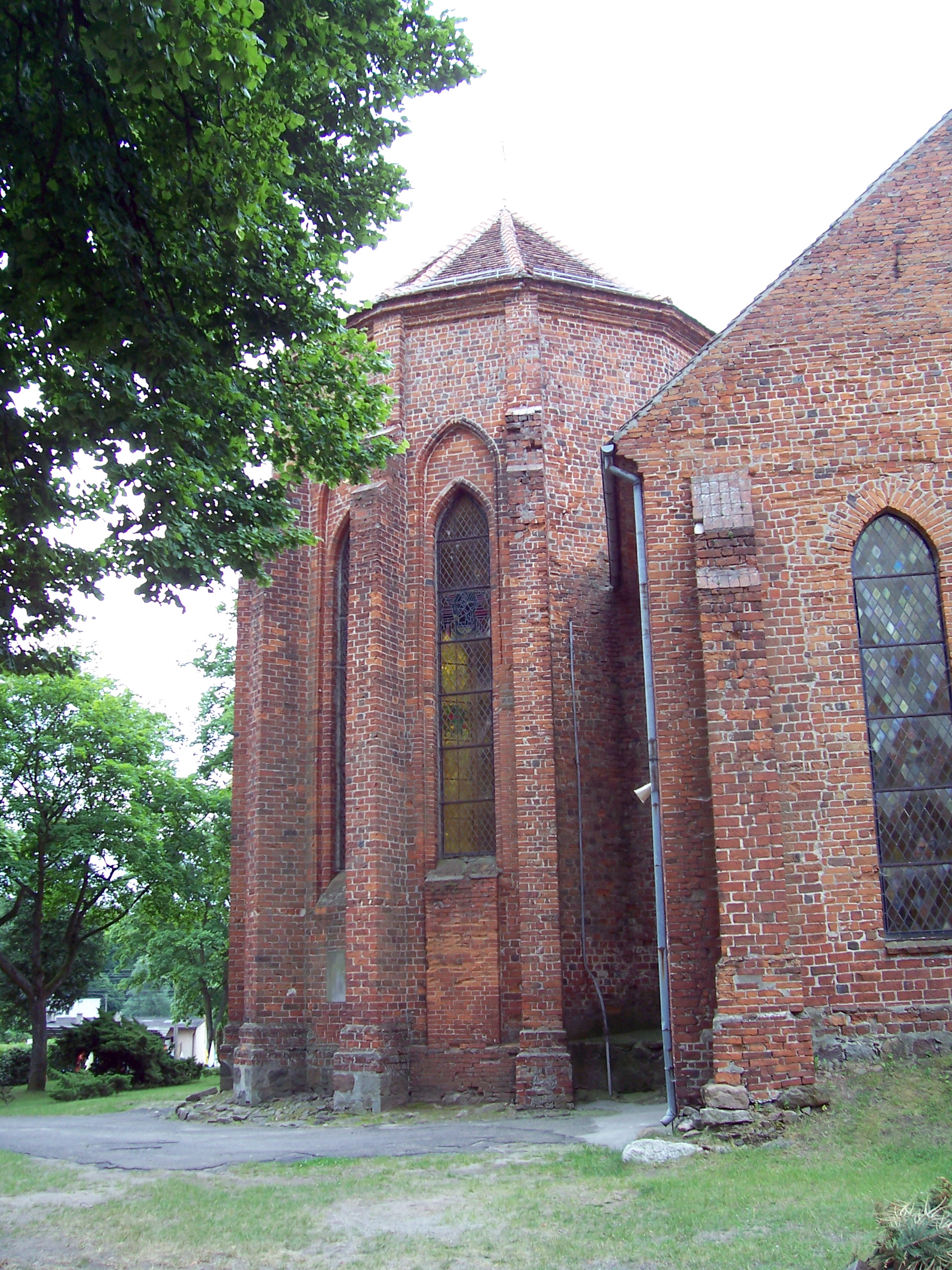
Бежвник. Бывший монастырь